# 相馬尊胤
相馬 尊胤（そうま たかたね）は、江戸時代中期から後期の大名。相馬氏第23代当主。陸奥相馬中村藩第7代藩主。第5代藩主・相馬昌胤の次男。正室は本多康慶の娘。幼名は千代松。通称は民部。初名は清胤（きよたね）、宗胤（むねたね）。官位は従五位下、弾正少弼。

## 経歴
相馬昌胤の次男（庶子）として生まれた。しかし、元禄9年（1696年）7月5日、実父昌胤は正室松平氏の生んだ姉・品姫に婿養子叙胤（佐竹義処の次男）を迎えていた。宝永5年（1708年）12月3日、義兄であった叙胤の養子となる。同年12月15日、将軍徳川綱吉に御目見する。宝永6年（1709年）6月5日、養父叙胤の隠居により、家督を相続した。宝永7年（1719年）閏8月23日、従五位下讃岐守に叙任する。藩主在任中、幕府から利根川・荒川普請助役などを命じられた。
宝永5年（1708年）12月3日、養父叙胤の三男・徳胤を養子にした。享保13年（1728年）11月28日、弾正少弼に転任。しかし宝暦2年（1752年）5月15日、家督を相続する前に徳胤は死去した。明和2年（1765年）5月21日、隠居し、徳胤の次男・恕胤に家督を譲った。明和9年（1772年）4月9日、死去した。

## 系譜
父母
- 相馬昌胤（実父）
- 相馬叙胤（養父）

正室
- 本多康慶の娘

養子
- 相馬恕胤 ー 相馬徳胤の次男